# وحش (فلم 2003)
الوحش (بالإنجليزية: Monster) هو فيلم دراما تم إنتاجه في الولايات المتحدة وألمانيا وصدر في سنة 2003. من إخراج باتي جنكينز.
تلقى الفيلم مراجعة مختلفة من النقاد لكنهم اتفقوا على دور ثيرون التي أشادوا بها لما قدمته في مُختلف مراحل الفيلم. حصلت ثيرون على العديد من الجوائز بما في ذلك جائزة الأوسكار لأفضل ممثلة، جائزة غولدن غلوب لأفضل ممثلة - فيلم دراما وجائزة نقابة ممثلي الشاشة. تم توزيع وإخراج الفيلم من قِبل شركة نيوماركت فيلمز.

## البطولة
| الممثل/ة      | الدور       | الشخصية     |
| ------------- | ----------- | ----------- |
| تشارليز ثيرون | أيلين ورنوس | بطلة الفيلم |
| كرستينا ريتشي | سيلبي       | صديقة أيلين |
| بروس ديرن     | توماس       |             |
| لي تيرجيسن    | فنسنت كوري  |             |
| آني كورلي     | دونا        |             |
| برويت تايلور  | فينس        |             |
| ماركو         | إيفان       |             |
| مارك ماكولاي  | بابا جون    |             |
| سكوت ويلسون   | هورتون      |             |
| كين هودر      | شرطي سري    |             |

## القصة
يحكي قصة حقيقية لقاتلة متسلسلة حسب رواية القاتلة نفسها لأهم نقاط القصة. يتحدث الفيلم عن السيدة «لين» التي تعمل كعاهرة من أجل توفير لقمة عيشها. تلتقي بفتاة مثلية جنسياً في بار وتدخل معها في علاقة حب وفي سياق الفليم تتحول إلى قاتلة للرجال الذين تخرج معهم، وتسرق سياراتهم وأموالهم وتنتقلان إلى مدينة أخرى حتى يتم القبض عليها وتشهد ضدها «سيلبي» في المحكمة ويتم إعدامها بحلول عام 2002.

## انتقادات
الفيلم اظهر أيلين وورنوس بالمظلومة التي أرغمتها الاحداث على القتل حيث بدأت بالدفاع عن نفسها ضد الاعتداء الجنسي، وبعدها بدأ دافع الحب يرغمها وكانت مضطرة لأن هذا الطريق الوحيد الذي أمامها وكانت تتملك قلب رحيم، فنراها ترحم رجلا تارة وتتركه وتبكي أثناء قتل رجل تارة أخرى، بينما في الواقع أيلين وورنوس من أكثر السفاحات دموية في العصر الحديث وادعت بالمحكمة ان جميع الرجال كانوا يحاولون اغتصابها وأنها كانت تحاول الدفاع عن نفسها، لكنها اعترفت قبل إعدامها أنها قتلتهم بسبق الأصرار والترصد قائلة: «يجب أن أَعدم لأني إذا أطلق سراحي من السجن سأقوم بتلك الفعلة مرة أخرى.»

## الترشيحات والجوائز
| السنة | الجائزة                  | الفئة                                     | الممثل/ة     | النتيجة |
| ----- | ------------------------ | ----------------------------------------- | ------------ | ------- |
| 2003  | جائزة الأوسكار           | جائزة الأوسكار لأفضل ممثلة                | تشارلز ثيرون | فوز     |
| 2003  | جائزة غولدن غلوب         | جائزة غولدن غلوب لأفضل ممثلة - فيلم دراما | تشارلز ثيرون | فوز     |
| 2003  | جائزة نقابة ممثلي الشاشة |                                           | تشارلز ثيرون | فوز     |

## وصلات خارجية
- مقالات تستعمل روابط فنية بلا صلة مع ويكي بيانات